# Colymbetes exaratus
Colymbetes exaratus är en skalbaggsart som beskrevs av Leconte 1862. Colymbetes exaratus ingår i släktet Colymbetes och familjen dykare. Inga underarter finns listade i Catalogue of Life.